# Bataille de Wood Lake
Guerre des Sioux de 1862
Batailles
Guerre des Sioux de 1862 :
- Agence Lower Sioux
- Redwood Ferry
- New Ulm
- Fort Ridgely
- Birch Coulee
- Fort Abercrombie
- Wood Lake

La bataille de Wood Lake est une bataille de la guerre des Sioux de 1862 qui eut lieu le 23 septembre 1862. À ce moment de la guerre des Sioux de 1862, l'offensive sioux s'est considérablement ralentie, et les forces du Minnesota commencent à mettre en œuvre un plan formulé par le gouverneur Alexander Ramsey. Le plan de Ramsey, implémenté par le colonel Henry Hastings Sibley et le commandent de la frontière Charles Eugene Flandrau, a pour objectif de libérer les colons qui sont retenus captifs par les Amérindiens et d'« exterminer » ou de repousser les Dakotas « définitivement au-delà des frontières de l'État ».

## Contexte
Sibley tente de négocier un accord avec le chef Little Crow au début du mois de septembre, pensant que les Amérindiens sont fatigués de faire la guerre. Little Crow explique pourquoi ils ont commencé la guerre et laisse entendre qu'il pourrait entamer des négociations sur des prisonniers américains qu'ils détient. Sibley répond qu'il refuse de négocier et demande la reddition de Little Crow. Little Crow refuse de se rendre, et les conditions sont remplies pour une nouvelle bataille.
L'expédition initiale de Sibley, partie de Fort Snelling, qui comprend 1 400 hommes, prend près de neuf jours pour atteindre le Fort Ridgely. Au Fort Ridgely, Sibley prend encore du retard, ce qui frustre les colons et ceux qui veulent une action rapide contre la révolte des Amérindiens. Jane Grey Swisshelm, une éditrice d'un journal de St. Cloud, écrit, « pour l'amour de dieu mettez un homme vivant à la tête de la force qui parte contre les Sioux & laissez à Sibley environ 100 hommes pour son entrepreneur de pompes funèbres. » Le retard est dû, en partie, par le manque d'expérience des nouvelles recrues et le manque de fourniture, comme les canons, les munitions et les chevaux. Ces fournitures arrivent finalement entre le 11 septembre 1862 et le 14 septembre 1862. Le 19 septembre 1862, les troupes entament finalement leur marche vers la vallée de la rivière Minnesota.

## Bataille
Les troupes campent à l'est du Lone Tree ou Battle Lake, un petit lac alimenté par un ruisseau courant vers le nord est jusqu'à la rivière Minnesota, à environ huit kilomètres au nord de ce qui est aujourd’hui Echo. Le guide de Sibley pense qu'il s'agit de Wood Lake, qui se trouve à environ 6 kilomètres plus à l'ouest, la bataille a, en fait, une dénomination inappropriée. Le 3rd Minnesota campe le long de la crête au sud du ruisseau, et le 6th Minnesota est à côté du petit lac. Le 7th Minnesota est à l'arrière droite derrière la ravine du ruisseau. Toutes les unités, le train de chariots et l'artillerie sont partiellement retranchés.
Little Crow prévoit de faire une embuscade contre les soldats le lendemain matin quand il marcheront, et d’attaquer le long de la route quand les troupes seront en une colonne étirée et mal défendue. Dans la matinée, quelques soldats du 3rd Minnesota regiment quittent le camp dans des chariots à la recherche de nourriture auprès de l'agence des Upper Sioux, près de ce qui est de nos jours Rock Valle Church. Quelques chariots ne sont pas sur la route, et se dirigent droit sur des hommes de Little Crow qui sont allongés dans l'herbe, les obligeant à se découvrir et à tirer. Cela ouvre le combat, les troupes expérimentées du 3rd Regiment qui sont revenues récemment des combats contre les confédérés dans le sud, accourent pour aider leurs camarades, soutenues par les Renville Rangers. Elles avancent de huit cents mètres du camp jusqu'à ce que leurs flancs soient menacés. Sibley ordonne au lieutenant-colonel William R. Marshall d'avancer avec six compagnies et une pièce d'artillerie et de repousser les Amérindiens sur le flanc droit. À l'extrémité gauche de la ligne, le commandant Robert N. McLaren mène ses hommes autour du lac pour défaire une attaque de flanc. La bataille dure environ deux heures, pendant lesquelles le chef Mankato est tué par un obus.
La bataille est une victoire décisive pour les États-Unis, avec de lourdes pertes infligées aux Sioux. Pour sa participation à la bataille, Sibley est promu brigadier général. En raison du nombre élevé de pertes et de la mort du chef Mankato, la bataille est la dernière à être menée par les Sioux lors de l'insurrection alors que l'influence des chefs pacifistes s'accroît ce qui se concrétise par la libération des prisonniers détenus par les Sioux et la reddition de beaucoup d'Amérindiens à Camp Release.

### Unités
En raison du manque de troupes au Minnesota lors de la guerre des Sioux de 1862, les unités sont souvent réparties de façon fragmentaire dès qu'elles sont formées, avec des compagnies et des détachements affectés à d'autres régiments. Les unités impliquées : les 3rd Minnesota Infantry, 6th Minnesota Infantry, 7th Minnesota Infantry, 9th Minnesota Infantry, 10th Minnesota Infantry, des unités de citoyens armés et de milice comprenant les « Renville Rangers », et une unité d'artillerie avec un canon de 6 livres,.

## Préservation du champ de bataille

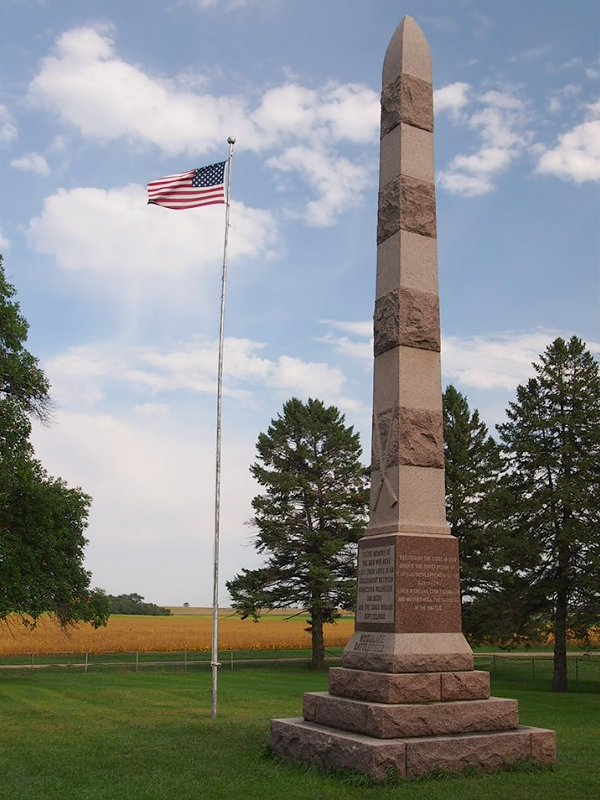
Monument de Wood Lake.

En 2010, le site de la bataille est répertorié sur le Registre national des lieux historiques comme district du champ de bataille historique de Wood Lake ayant une importance au niveau de l'État sous les thèmes Archaeology/Historic-Aboriginal, Archaeology/Historic-Non-Aboriginal, Ethnic Heritage/Native American, et Military. Il est cité comme étant le dernier combat de la guerre des Sioux de 1862, une période charnière pour l'État du Minnesota et le peuple Dakota, et pour incarner les premiers efforts de commémoration en 1907-1910 avec l'érection d'un monument en pierre.